# محاصره ترابه
محاصره ترابه یا نبرد قلعه ترابه (به ژاپنی: 寺部城の戦い てらべじょうのたたかい) در سلسله جنگ‌های بین خاندان اودا و خاندان ایماگاوا صورت گرفت. نبردی که در قلعه ترابه (شهر تویوتا، استان آیچی) در سال ۱۵۵۸ روی داد. این نبرد به عنوان اولین نبرد «موتویاسو ماتسودایرا» نیز شناخته می‌شود که بعدها نام خود را به توکوگاوا ایه‌یاسو تغییر داد.
در سال ۱۵۵۸ سوزوکی شیگه‌تاتسو از خانواده ایماگاوا جدا شد و نوبوناگا اودا را به عنوان ارباب جایگزین او کرد. در ۵ فوریه، «موتویاسو ماتسودایرا» (در سن هفده سالگی) و دیگران اعزامی از خاندان ایماگاوا با حمایت تادایوسا ساکای، ارباب قلعه اوئنو به قلعه ترابه حمله کردند. موتویاسو ماتسودایرا با استفاده از حملات آتش، قلعه ترابه را تصرف کرد و خاندان سوزوکی بار دیگر تسلیم خاندان ایماگاوا شد.
دو سال قبل از نبرد اوکه‌هازاما، «ماتسودایرا موتویاسو» (توکوگاوا ایه‌یاسو) اولین شرکت خود در نبرد را با حمله به قلعه ترابه ja:寺部城 در سال ۱۵۵۸ انجام داد. قلعه مسطحی در قرن پانزدهم که توسط سوزوکی شیگه‌تاتسو ساخته شده بود. سوزوکی شیگه‌تاتسو زمانی که از سمت خاندان ایماگاوا به طرف خاندان اودا فرار کرد، ارباب این قلعه بود. ایماگاوا یوشیموتو موتویاسو را برای حمله به قلعه ترابه فرستاد.
در آن زمان، موتویاسو فرمانده نظامی یوشیموتو ایماگاوا، دایمیو در ولایت سوروگا بود و به دستور یوشیموتو به جنگ رفت. اولین هدف این حمله سوزوکی شیگه‌تاتسو، ارباب قلعه ترابه (شهر تویوتا، استان آیچی) بود که ناگهان به سمت خاندان اودا از ولایت اُواری فرار کرده بود. ولایت میکاوا خط مقدم درگیری بین قبیله ایماگاوا و قبیله اودا شد. به گفته «میکاوا مونوگاتاری» (نوشته هیکوزایمون اوکوبو، هاتاموتو در اوایل دوره ادو)، موتویاسو از قلعه اوکازاکی به سمت قلعه ترابه حرکت کرد. گفته می‌شود که او قلعه را آتش زد و به قلعه اوکازاکی بازگشت.
این محاصره با پیروزی توکوگاوا ایه‌یاسو خاتمه یافت.